# Brakna
Brakna er en region i den sydvestlige del af Mauretanien som grænser til Senegal ved Senegalfloden i syd. Brakna er inddelt i fem departementer (moughataa):
| Departementer ("moughataa") | Indbyggertal (2000) | Kommuner (hovedstaden øverst) |
| --------------------------- | ------------------- | --- |
| Alég                        | 66.262              | - Alég - Cheggar, 9.964 indbyggere - Mal, 20.488 indbyggere - Djellwar, 2.896 indbyggere - Bouhdida, 10.828 indbyggere - Aghchourguit, 9.188 indbyggere |
| Bababé                      | 33.672              | - Bababé - El Verae, 8.148 indbyggere - Aéré M'Bar, 13.722 indbyggere                                                                                   |
| Boghé                       | 63.123              | - Boghé - Dar El Aviya, 3.619 indbyggere - Dar El Barka, 12.353 indbyggere - Ould Biram, 9.620 indbyggere                                               |
| Maghtalahjar                | 47.288              | - Maghtalahjar - Sangrave, 14.303 indbyggere - Djonaba, 10.449 indbyggere - Ouad Emour, 10.419 indbyggere                                               |
| M'Bagne                     | 33.661              | - M'Bagne - Niabina, 10.387 indbyggere - Edbaye El Hijaj, 6.958 indbyggere - Bagodine, 8.933 indbyggere                                                 |

## Eksterne kilder og henvisninger
- Statistik for Brakna

- Wikimedia Commons har flere filer relateret til Brakna

17°38′N 13°25′V / 17.633°N 13.417°V
|  | Infoboks uden skabelon Denne artikel har en infoboks dannet af en tabel eller tilsvarende. |